# ناحیه اکوما، شهرستان مک‌لئود، مینه‌سوتا
شهرستان اکوما، بخش مک‌لئود، مینه‌سوتا (به انگلیسی: Acoma Township, McLeod County, Minnesota) در ایالات متحده آمریکا است که در مینه‌سوتا واقع شده‌است.

## خصوصیات
شهرستان اکوما ۹۰٫۱ کیلومترمربع مساحت و ۱٬۱۸۵ نفر جمعیت دارد و ۳۳۱ متر بالاتر از سطح دریا واقع شده‌است.